# Velkomučedník

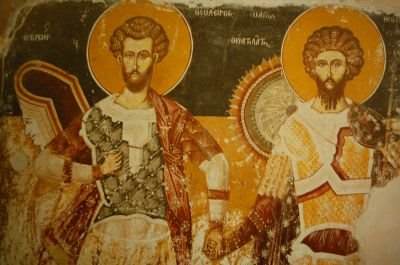
Ikona velkomučedníků Theodore Tiron a Theodore Stratelates, 16. století, klášter Proměnění Páně, Prilep (Severní Makedonie)

Velkomučedník (také psáno velký mučedník nebo megalomučedník, z byzantské řečtiny μεγαλομάρτυς, megalomártus, z μέγας , mégas 'skvělý' + μάρτυς, mártus mučedník) je klasifikace svatých, kteří jsou uctíváni v pravoslavných církvích a těch východních katolických církvích, které užívají byzantský (konstantinopolský) obřad (ritus). Termín je také používán na Maltě, zejména ve farnostech zasvěcených svatému Jiří v odkazu na něj (malt. San Ġorġ Megalomartri).

## Charakteristika
Obecně řečeno, velký mučedník je mučedník, který prošel drastickým mučením — často při tom dělal zázraky a obracel nevěřící na křesťanství — a který dosáhl široké úcty v celé Církvi. Tito svatí často pocházejí z prvních století církve, před milánským ediktem. Tento termín se běžně nepoužívá pro světce, kteří by se dali lépe popsat jako hieromučedníci (umučení duchovní) nebo protomučedníky (první mučedník v dané oblasti).

## Někteří velkomučedníci
- Svatá Anastasie
- Svatý Apoštol sv. Vavřince
- Svatý Artemius
- Svatá Barbora
- Princ Bidzin, princ Elizbar a princ Shalva z Gruzie
- Svatá Kateřina Alexandrijská
- Svatá Kristýno
- Svatý Demetrius
- Svatá Eufemie
- Svatý Eustace
- Svatý Jiří
- Svatý Jiří Nový v Sofii (1515)
- Svatý Haralambos
- Svatá Irene
- Jana Nového ze Suceavy
- Ketevan, královna Gruzie
- Kostanti-Kakhay, Gruzie
- Svatý Lazar Srbský
- Svatá Marina
- Svatý Menas
- Svatý Mercurius
- Svatý Michael-Gobron z Gruzie
- Svatý Pantaleon
- Svatá Paraskeva
- Svatý Kyriaki
- Svatý Phanourios
- Svatý Prokop
- Svatý Sabbas Goth
- Theodore Gavra z Atranu v Chaldeji
- Svatý Theodore Stratelates
- Theodore Tiron
- Svatý Tryfone
- Xenie z Peloponésu